# Acanthodoxus
Acanthodoxus är ett släkte av skalbaggar som ingår i familjen långhorningar.

## Arter
- Acanthodoxus delta Martins & Monné, 1974
- Acanthodoxus machacalis Martins & Monné, 1974